# Archiv des Völkerbundes

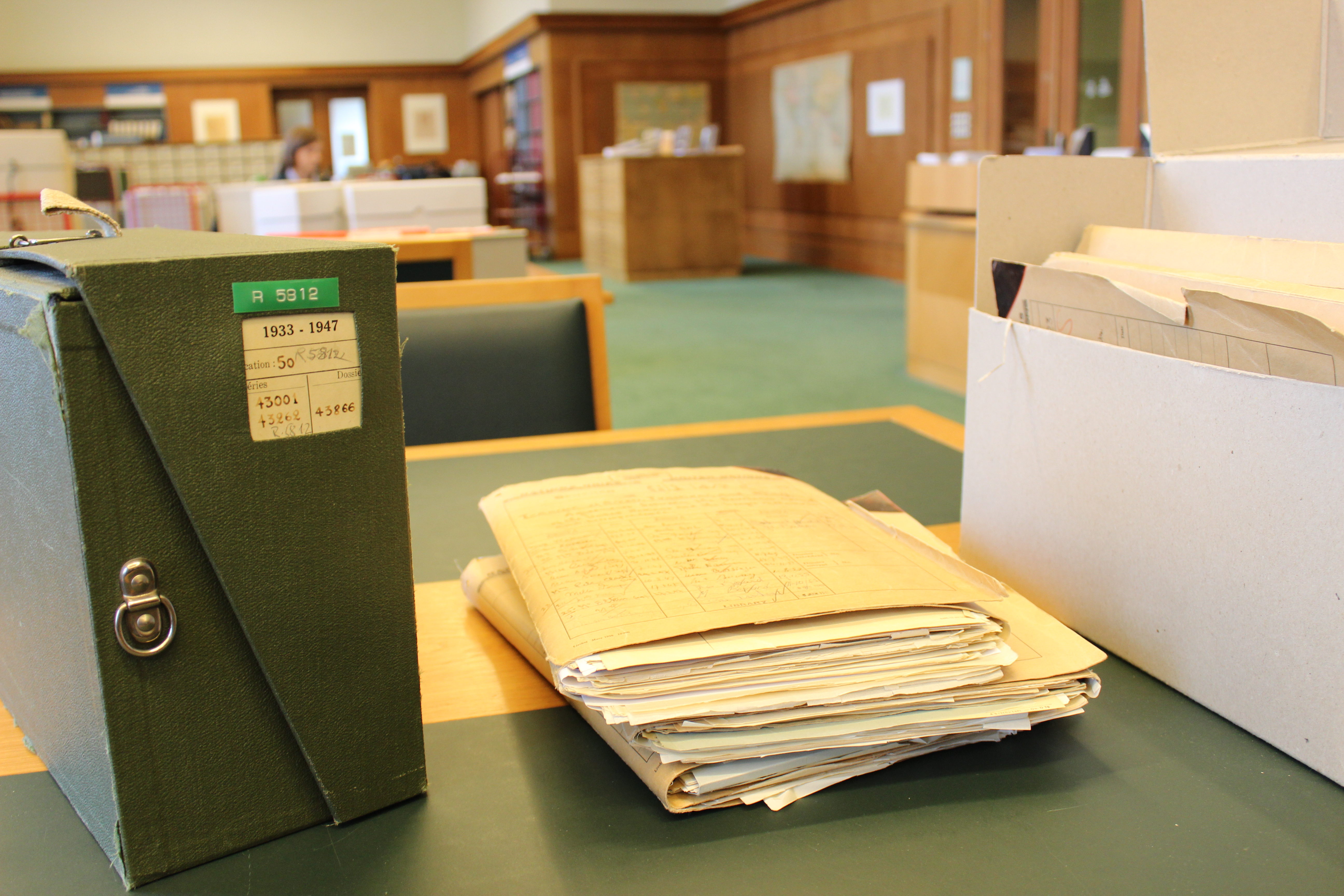
Arbeitsplatz eines Forschers im John D. Rockefeller Jr. Lesesaal des Archivs des Völkerbundes und der Vereinten Nationen in Genf.

Das Archiv des Völkerbundes ist eine Sammlung historischer und offizieller Akten des Völkerbundes. Diese Sammlung wird im Büro der Vereinten Nationen in Genf (UNOG) aufbewahrt, wo sie von der Abteilung Institutionelles Gedächtnis der UNOG-Bibliothek verwaltet wird. Das Archiv umfasst ungefähr 15 Millionen Seiten und 500.000 Dokumentationseinheiten. Die Aktenstrecke misst nahezu drei Tablar-Kilometer. 2009 wurde die historische Bedeutung des Völkerbundearchivs anerkannt, indem es von der UNESCO in das Weltdokumentenerbe-Register aufgenommen wurde.

## Historischer Hintergrund

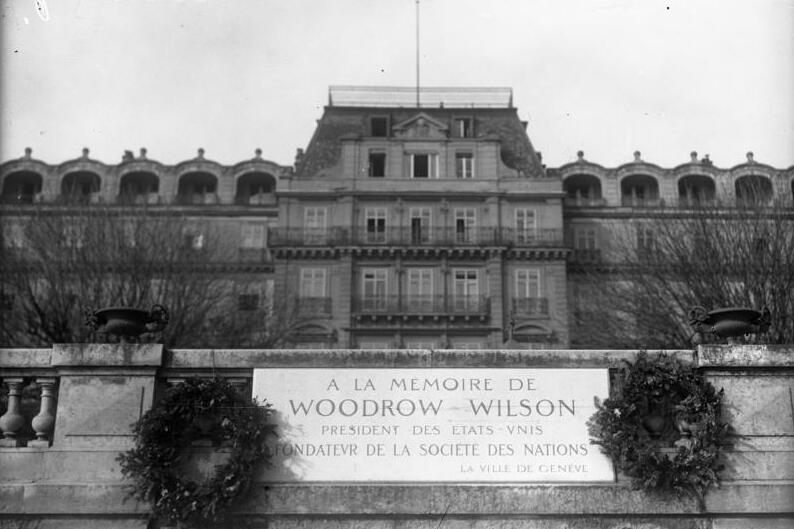
Die Registratur war für die Registrierung und Verarbeitung der Archive im Hauptquartier des Völkerbundes verantwortlich. Abgebildet ist das Palais Wilson, das von 1920 bis 1936 als Hauptquartier diente.

Während seines gesamten Bestehens (10. Januar 1920 – 18. April 1946) hat der Völkerbund Dokumente erstellt und aufbewahrt. Die Zeitspanne des Archivs umfasst die Gründungszeit, mit den Verhandlungen zum Friedensvertrag von Versailles 1919, bis zur Auflösung des Völkerbundes im Jahre 1946. Im Allgemeinen hat der Völkerbund die Dokumente zu Arbeitszwecken aufbewahrt (ohne die Absicht, seine Vergangenheit zu konservieren). Bereits 1919 entwickelte das Sekretariat des Völkerbundes ein für das Öffnen von Akten und die Buchführung von Verwaltungs-Registern und Amtshandlungen zuständiges Registratur-System. Diese widerspiegelten die Arbeitsweise des Rates, der Versammlung, und ihrer angeschlossenen Ausschüsse, Kommissionen und Konferenzen.
Die neu gegründeten Vereinten Nationen übernahmen 1946 das Archiv und die Registratur Akten des Völkerbundes. Zu dieser Zeit galten diese Dokumente noch nicht im eigentlichen Sinne als historisches Archiv und ihr Zugang war äußerst eingeschränkt. Das Archiv wurde vorübergehend in das Hauptquartier der Vereinten Nationen in den Vereinigten Staaten verlagert, um beim Aufbau der neuen Verwaltung beizutragen. Dieses Geschichtskapitel ist im Allgemeinen wenig bekannt, zeigt jedoch a) den Wert dieses Archivs; b) dass die Geschichte des Völkerbundes nicht nur auf ihre Rückschläge reduziert werden kann. Erst 1956, während einer Umstrukturierung durch die UNOG-Bibliothek, vollzog sich die Trennung des Archivs von der UN-Verwaltung. Ihr Zugang blieb jedoch sehr begrenzt und wurde Forschern nur nach einem sehr strengen „Verdienst-System“ gewährt.
1965 bot das „Carnegie Endowment for International Peace“ die Finanzierung eines Projektes an, das die Dokumente des Völkerbundes für Forscher zugänglich machen würde. Das Projekt begann 1966 und endete 1969. Das wichtigste Ergebnis war die Erschaffung einer primären Suchhilfe für das Archiv, dem „Repertoire général“ (zugänglich über externe Links), welches die Umgestaltung der Akten und Völkerbundsdokumente in ein echtes Archiv kennzeichnete. Außerdem wurde der Zugang zum Archiv durch offizielle Regeln in einem zweiseitigen Dokument mit dem Titel „Zugang zum Archiv des Völkerbundes“ definiert und festgelegt, welches 1969 durch ein Rundschreiben des Generalsekretärs veröffentlicht wurde.

## Struktur

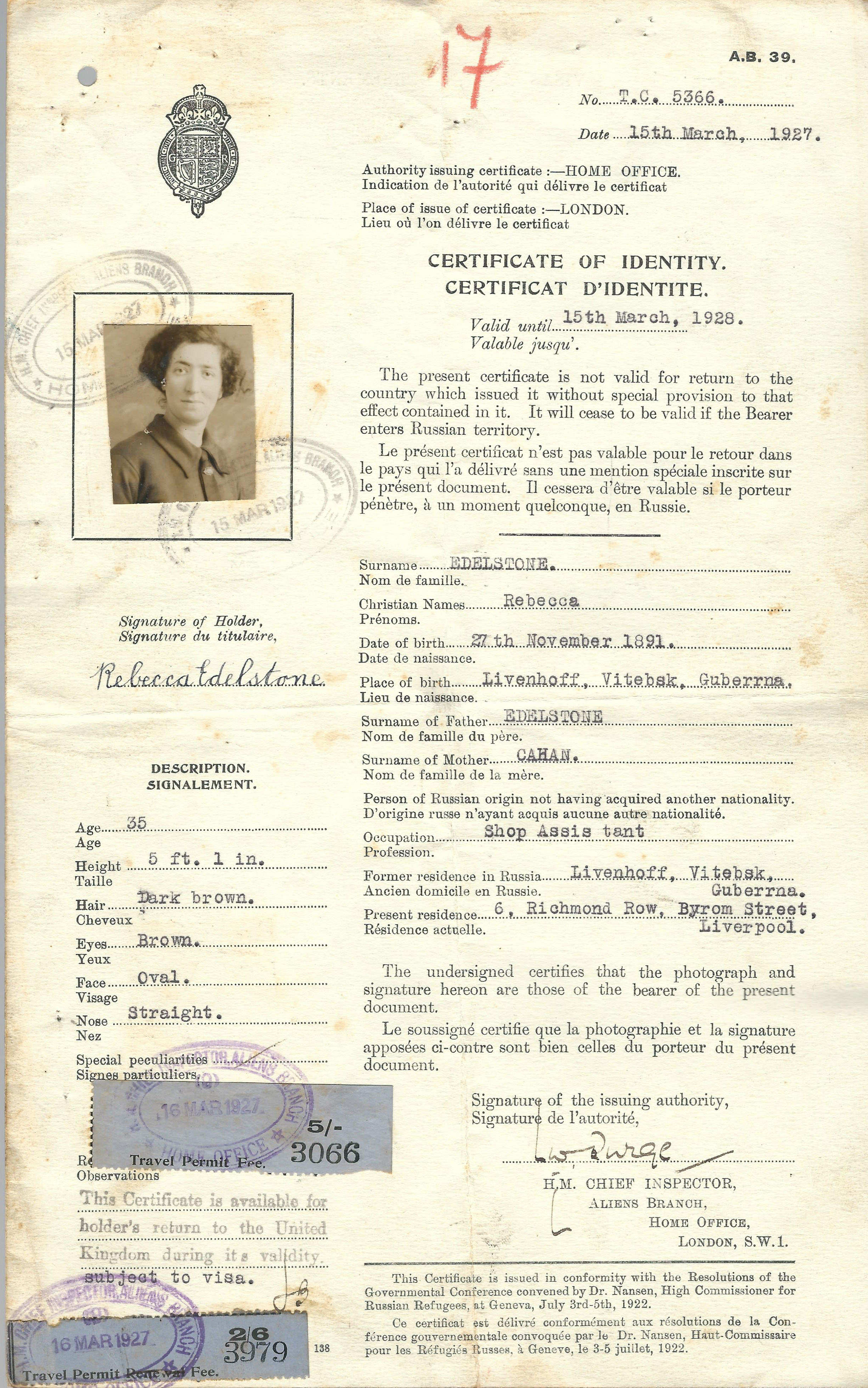
Der Nansen-Fonds des Archivs des Völkerbundes ist eine Mischung aus der Archivgruppe des Sekretariats und dem externen Fonds. Es ist nach Fridtjof Nansen benannt, der als Hoher Flüchtlingskommissar des Völkerbundes den Nansen-Pass erfunden hat (Bild).

Das Archiv des Völkerbundes ist eine historische Sammlung des Archivs der Vereinten Nationen in Genf, die nach den zur Zeit des Völkerbundes existierenden Verwaltungsabteilungen organisiert wurde. Ein Beispiel ist die Mandatsabteilung, die sich mit der Verwaltung der Gebiete des Mandat-Systems befasst, die durch den Versailler-Vertrag geschaffen wurden.
Das Archiv ist in zwei Gruppen unterteilt: das Sekretariatsarchiv und die externen Fonds. Der Nansen-Fonds (auch bekannt als Mixed Refugee Archive Group) ist der einzige Fonds, der als Hybrid angesehen wird.

### Die Archivgruppe des Sekretariats
Die Archivgruppe des Sekretariats umfasst Dokumente, welche im Hauptquartier des Völkerbundes in Genf erstellt oder erhalten wurden. Sie besteht aus Akten des Registratur-Systems und Akten bestimmter Abteilungen des Völkerbundes. Diese Akten werden als Registratur-Akten bzw. Abteilungs-Akten bezeichnet.

### Das Registratur-System
Das Registratur-System war ein zentralisierter Bestandteil des Sekretariats, welches die meisten Akten des Völkerbundes nach offiziellen Regeln indizierte und verarbeitete. Die Akten des Registratur-Systems sind in drei verschiedene chronologische Zeiträume unterteilt: 1919-1927, 1928-1932 und 1933-1946.

### Abteilungsakten
Abteilungsakten wurden selbständig und freiwillig von spezifischen Abteilungen (z. B. dem Wirtschafts- und Finanzbereich, dem Mandatsabschnitt usw.) erstellt und erzeugt. Folglich sind sie kein wahrer Bestandteil der "offiziellen Geschichte". Weil sie sich außerhalb des Registratur-Systems befanden, wurden Abteilungsakten nach den Verfahren ihrer jeweiligen Abteilungen geordnet. Infolgedessen sind sie weniger gut geordnet als die Archive des Registratur-Systems.

### Externe Archivfonds
Bei den externen Archivfonds handelt es sich um Archivgruppen, welche außerhalb des Sekretariats gesammelt wurden. Sie wurden von den spezifischen Institutionen zusammengestellt und kontrolliert, von denen sie erschaffen wurden. Beispiele dafür sind die Archive der Regierungskommission des Saarbeckens und die des Büros des Völkerbundes in Berlin.

### Sammlungen
Neben den beiden Hauptgruppen umfasst das Völkerbundarchiv auch noch „Sammlungen“, bei denen es sich um Dokumente handelt, die unabhängig von der Verwaltung des Völkerbundes zusammengestellt wurden. Die Hauptgruppe dieses Typs ist als „Dokumentensammlung“ des Völkerbundes bekannt.

## Zerstörte oder verlorengegangene Archive
Teile des Völkerbundarchivs wurden aus verschiedenen Gründen zu unterschiedlichen Zeiten zerstört. Beispielsweise unterlagen Abteilungsakten nicht zwingend den Regeln des Registratur-Systems, was häufig aus verwaltungstechnischen Gründen zur Vernichtung von Dokumenten führte. Manchmal führten auch Kriegs-Begebenheiten zur Zerstörung. Die schwerwiegendsten Verluste erlitten spätere Abteilungsakten und Akten der ersten zwei Generalsekretäre. Viele externe Fonds sind durch Kriegsschäden und/oder systematische Zerstörungen verloren gegangen. Bisher ist die genaue Anzahl der fehlenden Archive nicht bekannt.

## Projekt für den vollständigen digitalen Zugang zum Völkerbundarchiv (LONTAD)
Die UNOG-Bibliothek (jetzt UN-Bibliothek und Archiv Genf) begann 2017 das Projekt für den vollständigen digitalen Zugang zum Völkerbundarchiv (LONTAD) mit der Absicht das Archiv des Völkerbundes zu bewahren, zu digitalisieren und durch ein Online-Portal abrufbar zu machen. Grundlegendes Ziel ist die Modernisierung des Zugangs zum Archiv für Forscher, Bildungseinrichtungen und die breite Öffentlichkeit.